# Moju
Moju is een gemeente in de Braziliaanse deelstaat Pará. De gemeente telt 79.825 inwoners (schatting 2017).

## Aangrenzende gemeenten
De gemeente grenst aan Abaetetuba, Acará, Baião, Barcarena, Breu Branco, Igarapé-Miri, Ipixuna do Pará, Mocajuba en Tailândia.